# Hakuin
Hakuin (n. 1685-d. 1769) a fost un călugăr, învățat și maestru japonez.